# راز (إيران)
راز (بالفارسية: راز) هي مدينة تقع في إيران في خراسان شمالي. يقدر عدد سكانها بـ 4,735 نسمة .